# 목초액
목초액(木醋液; wood vinegar)은 목재를 건류할 때 만들어지는 맑은 건류액 성분이다. 숯을 구울 때 그 부산물로 목초액이 많이 생산된다. 외양은 초콜릿색에서 암갈색에 이르는 액체로, 그 성분은 대부분 수분이지만 목재성 유기산(초산 등)이 포함되어 약산성을 나타낸다. 그 이외 성분으로 알코올, 카르보닐기, 페놀류, 퓨란류 등 방향성 화합물이 포함된다. 원자재나 건류 조건에 따라 성분은 고르지 않다. 목초산(木醋酸; Pyroligneous acid)이라고도 한다.
메탄올을 달리 목정(木精)이라고 부르는 것은, 과거 목초액을 증류해서 메탄올을 얻어졌던 것에서 연유한다.

## 안전성
흡입 시 호흡기에 자극성 있다(R37). 피부에 자극성 있고(R38) 피부와 접촉시 해로우며(R21) 취급 시 적절한 보호복을 필요로 한다(S36). 눈에 자극성 있다(R36).